# 若田光一
若田 光一（わかた こういち、1963年8月1日 - ）は、日本の宇宙航空研究開発機構（JAXA）に所属していた元宇宙飛行士。博士（工学）。埼玉県大宮市（現：さいたま市北区）出身。菊池寛賞受賞者（2014年）。2018年4月より、宇宙航空研究開発機構（JAXA）理事を務めていた。現在は宇宙航空研究開発機構（JAXA）特別参与。2024年3月末でJAXAを退職。同年4月8日、アクシオム・スペース宇宙飛行士兼アジア太平洋地域担当最高技術責任者に就任。
これまでにアメリカ航空宇宙局のスペースシャトルや、ロシア連邦宇宙局のソユーズ、スペースXのドラゴン2に搭乗して、5度宇宙飛行ミッションを行った経験がある。

## 来歴

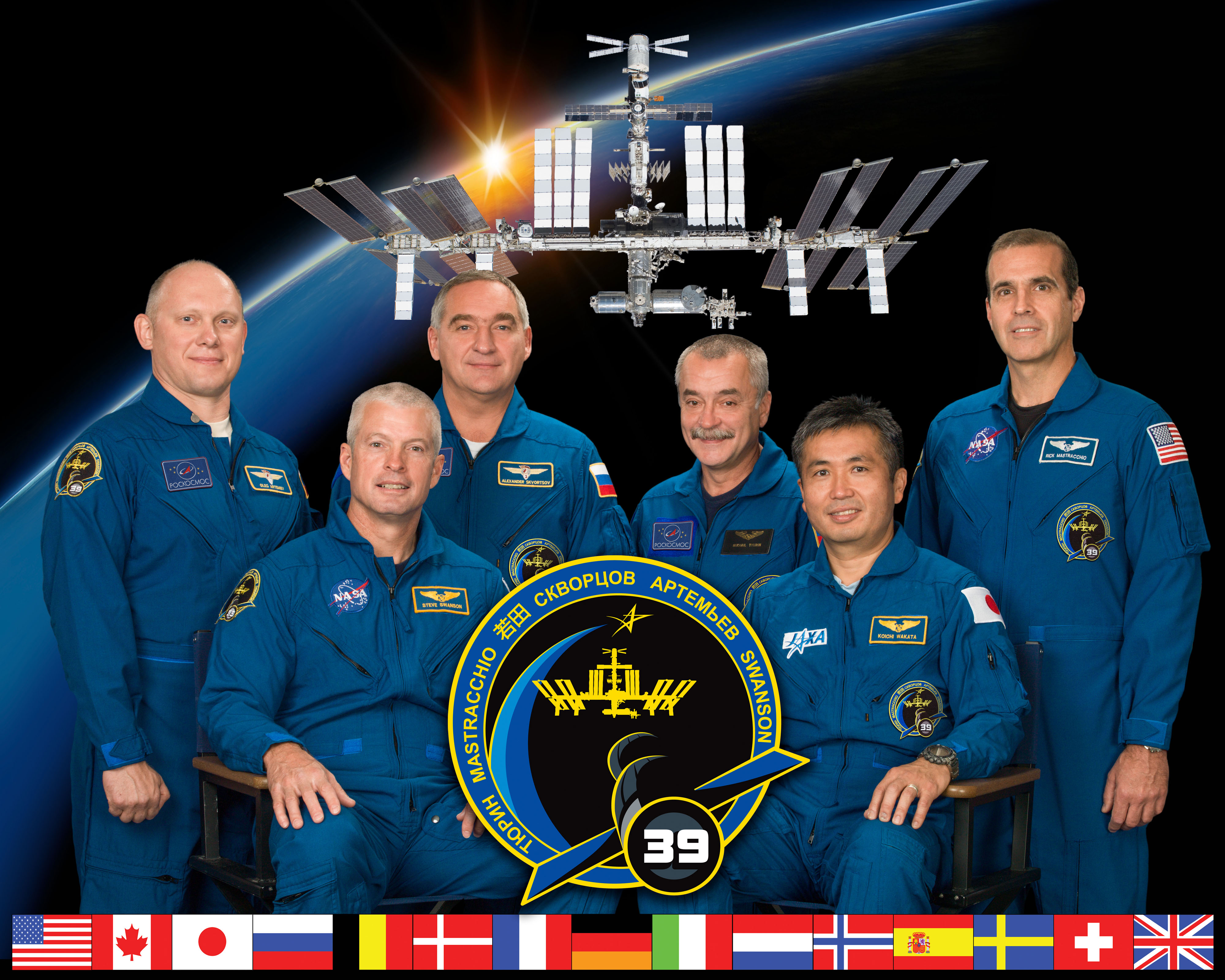
2014年の第39次ISS長期滞在ミッションのクルー一同。若田はISS司令官を務めた。

埼玉県大宮市（現さいたま市北区）出身。宮原幼稚園卒業、大宮市立宮原小学校入学、大宮市立別所小学校（現・さいたま市立大宮別所小学校）卒業、大宮市立宮原中学校卒業、埼玉県立浦和高等学校卒業。九州大学工学部卒業。大学在学時には鳥人間コンテストに、チームの一員で出場。
1989年3月 、九州大学大学院を修了し日本航空に入社する。1992年4月 、NASDA（現・JAXA）によりミッションスペシャリスト候補に選出された。
スペースシャトル就役当初、NASAはスペースシャトル自体の運用を行うミッションスペシャリスト(MS)資格を外国人に認めておらず、日本人宇宙飛行士は日本の搭載機材のみを操作するペイロードスペシャリスト(PS)に限定されていた。しかし、宇宙開発事業団(NASDA)と宇宙科学研究所(ISAS)が共同開発した宇宙実験・観測フリーフライヤー(SFU)をスペースシャトルで回収することになり、NASAも外国人にミッションスペシャリストの門戸を開放したため、日本人ミッションスペシャリストを養成して自ら回収操作を行うことが計画された。
1996年1月 スペースシャトル・エンデバー号による「STS-72」ミッションに日本人初のMSとして参加。宇宙空間に浮遊するSFUの回収を行うためには、スペースシャトルに搭載されているロボットアームの繊細な操作が必要であったが、若田はこの技術を修得し、このミッションでSFU回収に成功した。
さらに、国際宇宙ステーション(ISS)建設においても、ロボットアーム操作の腕を買われることになる。2000年10月 スペースシャトル・ディスカバリー号により2度目の宇宙へ。国際宇宙ステーション(ISS)組立ミッション「STS-92」にミッションスペシャリストとして参加。このSTS-92ミッションは、宇宙ステーションの各モジュールをドッキングするために多用される共通結合機構(CBM)を初めて宇宙で使用するという、その後の計画の成否を握る重要ミッションであった。NASAはこの重要な任務に若田を起用し、ドッキングを成功させた。
2003年のコロンビア号空中分解事故以降は、ロボットアームで船体の損傷をチェックするセンサ付き検査用延長ブーム(OBSS)の開発に関わった。また、2004年に九州大学大学院工学研究科で博士号（工学）を取得する。
2009年3月16日、STS-119ミッションにて、日本人宇宙飛行士としては初のISS長期滞在ミッションを開始し、同年7月、日本初の有人宇宙施設「きぼう」の最後の構成部分となる船外実験施設を取り付けた。これにより「きぼう」は開発から20年を経て完成した。
同年7月3日、ISSに停泊中のソユーズTMA-14(18S)に搭乗し、ドッキングポートを変更する移動飛行をした。ソユーズ宇宙船に搭乗したのは、秋山豊寛飛行士に次いで日本人2人目となった。

同年7月31日、STS-127によって4カ月半に及ぶ宇宙長期滞在から帰還した。
同年11月25日、日本人初のISS長期滞在の功績が評価され鳩山由紀夫内閣から内閣総理大臣顕彰を授与される。
2010年3月、NASAのISS運用部長に就任。日本人がNASAの管理職に就くのは初めてとなる。
同年4月、JAXAの宇宙飛行士グループ長に就任する。 
2011年2月、第38次/第39次ISS長期滞在ミッションへの参加が発表される。
2013年11月7日、ソユーズ宇宙船(TMA-11M)に搭乗し、4度目の宇宙へ。同日約6ヶ月間の第38次/第39次ISS長期滞在ミッションを開始。第39次長期滞在では日本人初のISS船長（コマンダー）を務めた。
この時点での通算の宇宙滞在期間347日8時間32分は、2014年5月14日時点で日本人最長記録である。
2018年4月1日より、宇宙航空研究開発機構(JAXA)理事を務めている。
2022年10月6日未明（現地時間5日昼）、フロリダのケネディ宇宙センターにてスペースXのクルードラゴンに搭乗し、日本人では史上最多の5回目また、最高齢（59歳）での宇宙飛行となった。この計画では6ヶ月間の長期に渡り国際宇宙ステーションでの滞在が予定されている。
2023年1月20〜21日、7時間21分の船外活動で太陽光発電パネルの取り付け準備を行なった。2月2〜3日に2回目で6時間41分の船外活動を行なった。
2023年3月11日、地球に帰還した。宇宙滞在時間は合計504日18時間35分となり、2023年3月時点で日本人最長である。
2024年3月29日、3月末でJAXAを退職し、退職後は「民間宇宙セクターでの地球低軌道（LEO）での有人宇宙活動に取り組む」と語った。
2024年4月8日、ISSへの有人宇宙飛行や独自宇宙ステーションの開発などを行うアメリカの民間宇宙企業アクシオム・スペースは、若田が同社のアジア太平洋地域の宇宙飛行士および最高技術責任者（CTO）に就任すると発表した。

## 人物
- 趣味は野球、テニス、スキー、飛行機の操縦、ハンググライダー。高校では野球部に所属しており、2001年の全国高等学校野球選手権大会では始球式を務め[29]ストライク投球をした。2009年4月のプロ野球・巨人vs阪神戦（東京ドーム）ではISSからの「宇宙始球式」も行った。
- 九州大学在学中には、鳥人間コンテストに出場した。1996年の番組冒頭では、出場時や宇宙飛行の映像が紹介された。
- 九州大学のドイツ人留学生だったシュテファニー・フォン・ザクセン・アルテンブルクと結婚し一男がいる[30]。

## 経歴
- 1976年3月 大宮市立別所小学校卒業[31]
- 1979年3月 大宮市立宮原中学校卒業
- 1982年3月 埼玉県立浦和高等学校卒業

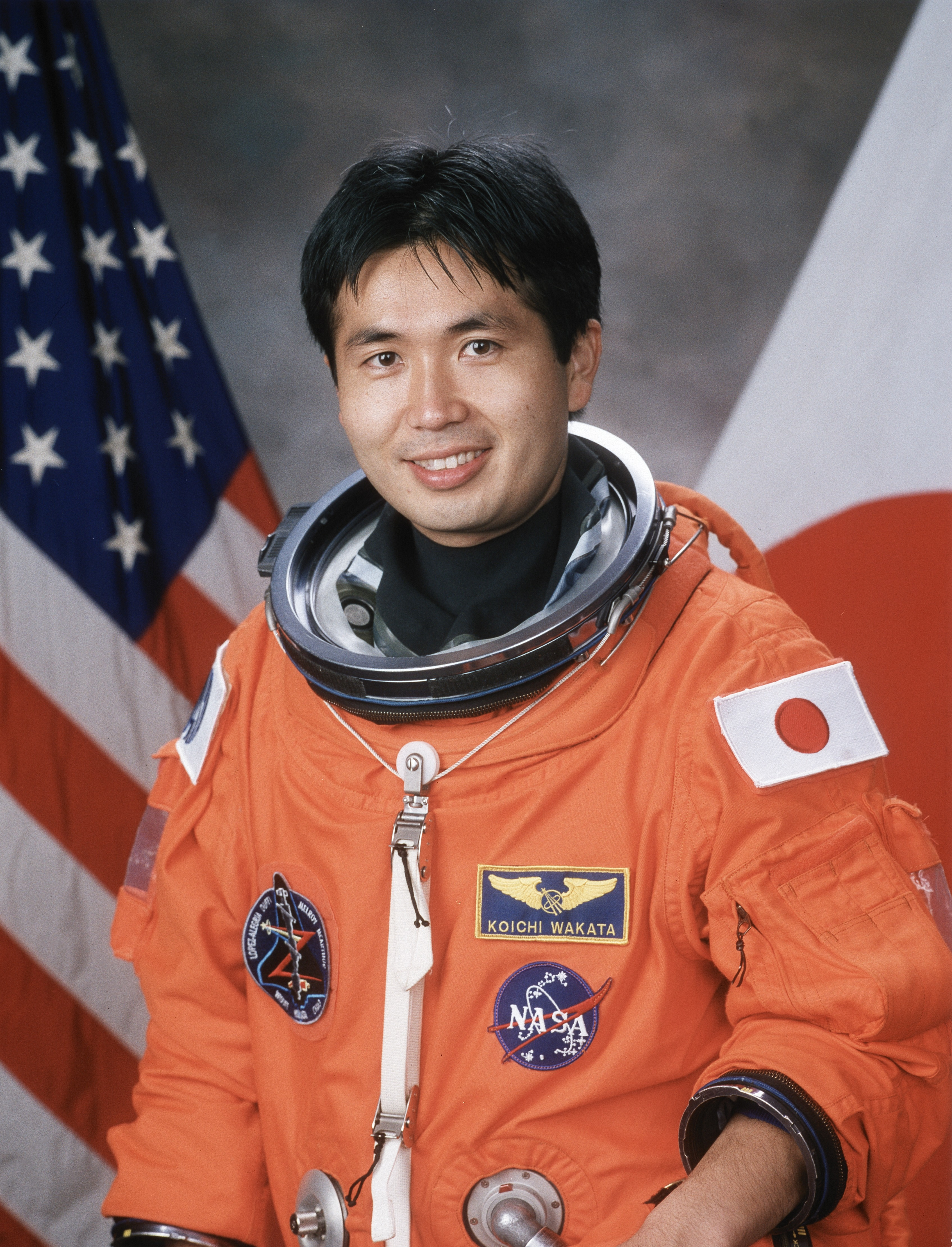
1999年12月

- 1987年3月 九州大学工学部航空工学科卒業。
- 1989年3月 九州大学大学院工学研究科応用力学専攻修士課程修了。日本航空入社。同社整備訓練部所属。
- 1992年4月 旧・NASDAによりミッションスペシャリスト候補に選出。
- 1994年12月 NASAよりSTS-72のミッションスペシャリストに任命。
- 1996年1月 スペースシャトル・エンデバー号による「STS-72」ミッションに参加
- 2000年10月 スペースシャトル・ディスカバリー号により2度目の宇宙へ。国際宇宙ステーション(ISS)組立ミッション「STS-92」にミッションスペシャリストとして参加。
- 2004年 九州大学大学院工学研究科で博士号（工学）を取得。論文の題は　「引張荷重を受ける傾斜き裂板の座屈および振動特性に関する研究 」[32]。
- 2006年7月 フロリダ州海底でのNASA極限環境ミッション運用訓練（en:NEEMO10）にコマンダーとして参加。
- 2009年3月 スペースシャトル・ディスカバリー号による「STS-119」ミッションに参加。日本人宇宙飛行士として初のISS長期滞在を開始。
- 2009年7月 スペースシャトル・エンデバー号による「STS-127」ミッションにて帰還。日本人宇宙飛行士としては最長の宇宙滞在（4カ月半）となった。
- 2009年11月 内閣総理大臣顕彰を授与される。宇宙飛行士の表彰は毛利衛、向井千秋、土井隆雄に次ぎ4人目。また、彩の国功労賞を受賞。
- 2010年3月 NASAのISS運用部長に就任。
- 2010年4月 JAXAの宇宙飛行士グループ長に就任。
- 2011年2月 第38次/第39次ISS長期滞在ミッションへ任命。
- 2013年11月 ソユーズTMA-11Mにて国際宇宙ステーションへ[33]。2度目のISS長期滞在を開始。
- 2014年3月 第39次ISS長期滞在コマンダーに就任。日本人がISSのコマンダーになるのは初。
- 2014年5月 地球帰還。パラシュートで カザフスタン中央部の草原に着地。
- 2015年9月1日　アメリカ宇宙航空局(NASA)宇宙飛行士室ペイロード部門主任に就任。
- 2018年4月1日　宇宙航空研究開発機構(JAXA)理事に就任。
- 2020年4月1日　宇宙航空研究開発機構(JAXA)特別参与に就任。
- 2024年3月31日　宇宙航空研究開発機構(JAXA)を退職。
- 2024年4月8日　アクシオム・スペース宇宙飛行士兼最高技術責任者に就任。